# Sniper Elite (jeu vidéo)
 (mai 2017).
Si vous disposez d'ouvrages ou d'articles de référence ou si vous connaissez des sites web de qualité traitant du thème abordé ici, merci de compléter l'article en donnant les références utiles à sa vérifiabilité et en les liant à la section « Notes et références ».
Sniper Elite est un jeu vidéo développé par Rebellion Developments et édité par Microïds en 2005 sur Windows, PlayStation 2 et Xbox, puis en 2010 sur Wii. Il se déroule à Berlin, durant la Seconde Guerre mondiale.

## Univers

### Contexte
L'histoire se déroule à la fin de la Seconde Guerre mondiale en 1945. Alors que Soviétiques et Allemands livrent leur derniers combats dans un Berlin en ruines, l'OSS envoie un agent, tireur d'élite, derrière les lignes ennemies pour récupérer les recherches allemandes sur la bombe atomique et le programme V2 avant que les Soviétiques ne s'en emparent.

### Les personnages
Karl Fairburne (VF : Bruno Choël) : un tireur d'élite formé par l'OSS qui a vécu depuis son plus jeune âge dans les rues de Berlin, auprès de son père, diplomate de renommée. Il répond sous le nom de code Eagle Watch - « regard d'aigle » en français.
Martin Bormann : le secrétaire personnel d'Hitler qui le trahit en tentant de négocier sa sortie de l'Allemagne en échange d'informations sur le programme nucléaire nazi, il sera assassiné par le héros.
Vassili Kralovek : officier de liaison du NKVD qui sera assassiné par Karl Fairburne.
Max Lohmann : génie du nucléaire qui travaille à Nordsig qui sera capturé par le joueur et qui sera évacué par l'OSS.

## Système de jeu
Le joueur incarne un sniper américain, revêtu en allemand, qui a vécu depuis son plus jeune âge dans les rues de Berlin, auprès de son père, diplomate de renommée. Toutes les missions du jeu se passent à Berlin, afin de faciliter le passage des Alliés dans la ville. Il y a des missions où la discrétion est vitale et d'autres où le joueur peut se faire repérer à n'importe quel moment, sans aucune incidence.

### Équipement
Au départ du jeu, le joueur est doté du fusil de précision (dans l'ordre d'obtention: Gewehr 43, Tokarev SVT-40 puis Mosin-Nagant M91), d'une arme de poing (pistolet Walther P38 silencieux), de grenades à fragmentation ainsi que d'une trousse de soins et des pansements.
Au cours des missions, il pourra se doter d'une mitrailleuse (PPSh-41, MP40 « Schmeisser », DP28 MPou MG42), d'une arme antichar (Panzerschreck) ainsi que de grenades à manches et de grenades piégées. Le joueur sera également amené à fouiller des cadavres pour récupérer des munitions, des grenades ou des soins.

### Factions
NKVD/Armée Rouge : présents dans la plupart des niveaux, ils sont lourdement armés et très mobiles.
Waffen-SS/Wehrmacht : présents dans quelques niveaux du jeu, ils sont assez bien armés mais peu mobiles sur le terrain.
Résistance Allemande : présents au début et à la fin du jeu, ils sont peu armés et assez peu mobiles.
OSS : très peu présents dans le jeu, ils fournissent au joueur des équipements et des informations.

### Niveaux de difficulté
Avant de commencer le jeu, le joueur peut choisir entre quatre modes de difficultés : Débutant, Tireur, Tireur d'élite et Sniper élite. Un mode de difficulté personnalisé est également disponible.
Dans une première approche, il faut savoir que sous un niveau de difficulté Débutant, le joueur n'a à gérer que la gravité de la balle tirée, et donc de compenser en tirant légèrement au-dessus de sa cible. Pour corser les choses, dès que la difficulté augmente, outre l'amélioration de l'I.A des ennemis, le joueur se doit de gérer plusieurs paramètres influant sur son tir. On pourra par exemple citer le vent (direction, sens et intensité) qui obligera à une compensation latérale et la fréquence cardiaque qui ne permettra un tir précis qu'entre deux battements de cœurs.

### Discrétion
Pour agrémenter le plaisir du jeu et augmenter le réalisme, le jeu intègre aussi la notion de discrétion. En étant allongé sous un véhicule détruit ou dans un cratère d'obus, le taux de camouflage peut atteindre 75 %, contrairement à un déplacement en courant, où le camouflage peut s'avérer réduit à zéro. De plus, un tir au hasard pourrait révéler votre position, alors qu'en attendant la couverture sonore par un tir d'artillerie, l'ennemi aura plus de mal à percevoir le bruit de la détonation.

## Mode solo (un joueur)
Ce mode comporte 28 missions, dont une 29ème pour la version Wii. Sur Xbox et PS2, il est possible de le faire en coopération, à deux personnes sur une même console.

### Système d'attribution de points
Comme tout bon soldat, il convient d'opérer rapidement, efficacement, avec précision et dans la plus grande discrétion. Ainsi, pendant chaque mission, le joueur devra s'efforcer de tirer selon les règles de l'art, pour non seulement avoir droit à un ralenti de son tir (bullet time), mais aussi pour acquérir des points de renommée en fin de mission.
Dix jolis tirs sont répertoriés (liste exhaustive) :
- Deux pour le prix d'un !
- Trois pour le prix d'un !
- Quatre pour le prix d'un !
- Tir à la tête à longue distance
- Tir à longue distance
- Double tir à longue distance
- Triple tir à longue distance
- Ennemi abattu en silence
- Cible mouvante abattue
- Explosion distante

Le taux de précision ainsi que le record de distance sont aussi sources de points. De surcroît, moins le joueur encaisse de dégâts, plus il obtient de points.

## Mode multijoueur
Chaque partie permet d'accueillir jusqu'à huit joueurs à travers trois modes de jeu :
- Deathmatch (match à mort);
- Team deathmatch (match à mort en équipe) ;
- Assassinat.

L'hébergement de partie se fait via Internet ou LAN. Le mode multijoueur en ligne n'est cependant pas disponible sur Wii.